# Ielkhovka (Khvalinsk)
|  | Per a altres significats, vegeu «Ielkhovka». |

Ielkhovka (en rus: Елховка) és un poble de l'óblast de Saràtov, a Rússia, segons el cens del 2010 tenia 192 habitants. Pertany al districte municipal de Khvalinsk.